# Rodrigo Gomes
Rodrigo Martins Gomes (Póvoa de Varzim, Portugal, 7 de julio de 2003) es un futbolista portugués que juega de centrocampista en el Wolverhampton Wanderers F. C. de la Premier League.

## Trayectoria
Nacido en Póvoa de Varzim y producto de la cantera del S. C. Braga, Gomes debutó en la Primeira Liga el 3 de octubre de 2020 en la victoria por 4-0 ante el C. D. Tondela, como suplente jugando los dos últimos minutos en lugar de Fransérgio. El 14 de diciembre fue titular por primera vez en la cuarta ronda de la Copa de Portugal, en la que el Olímpico do Montijo, de tercera división, se impuso por 7-0. Fue sustituido por Iuri Medeiros en el minuto 69.
El 19 de julio de 2021 firmó un nuevo contrato hasta 2026, aumentando su cláusula de rescisión de 15 a 35 millones de euros. Tras una temporada en el filial de la Terceira Liga, marcó su primer gol en la máxima categoría el 21 de agosto de 2022, entrando como suplente en los últimos minutos para concluir la victoria por 5-0 sobre el C. S. Marítimo en el estadio municipal de Braga.
El 4 de agosto de 2023 el Braga anunció su [[Cesión (deportes)|cesión por una temporada al G. D. Estoril Praia de la Primeira Liga, sin opción de permanencia. Cuatro días más tarde, el Estoril anunció oficialmente la cesión. En el Estoril empezó a jugar como lateral, principalmente en la banda derecha.
El 12 de junio de 2024 el presidente del Braga, António Salvador, confirmó públicamente que el club había llegado a un acuerdo para traspasarlo al Wolverhampton Wanderers F. C. Posteriormente firmó un contrato hasta 2029 por valor de 12.7 millones de libras.

## Estadísticas

### Clubes
Actualizado al último partido disputado el 25 de mayo de 2025.
| Club                                     | Div.          | Temporada     | Liga  | Liga  | Liga   | Copas nacionales | Copas nacionales | Copas nacionales | Copas internacionales | Copas internacionales | Copas internacionales | Total | Total | Total  |
| Club                                     | Div.          | Temporada     | Part. | Goles | Asist. | Part.            | Goles            | Asist.           | Part.                 | Goles                 | Asist.                | Part. | Goles | Asist. |
| ---------------------------------------- | ------------- | ------------- | ----- | ----- | ------ | ---------------- | ---------------- | ---------------- | --------------------- | --------------------- | --------------------- | ----- | ----- | ------ |
| S. C. Braga Portugal                     | 1.ª           | 2020-21       | 3     | 0     | 0      | 2                | 0                | 0                | —                     | —                     | —                     | 5     | 0     | 0      |
| S. C. Braga "B" Portugal                 | 3.ª           | 2021-22       | 15    | 5     | 0      | —                | —                | —                | —                     | —                     | —                     | 15    | 5     | 0      |
| S. C. Braga "B" Portugal                 | Total club    | Total club    | 15    | 5     | 0      | 0                | 0                | 0                | 0                     | 0                     | 0                     | 15    | 5     | 0      |
| S. C. Braga Portugal                     | 1.ª           | 2021-22       | 12    | 0     | 0      | —                | —                | —                | 6                     | 0                     | 0                     | 18    | 0     | 0      |
| S. C. Braga Portugal                     | 1.ª           | 2022-23       | 15    | 1     | 0      | 6                | 1                | 0                | 6                     | 0                     | 0                     | 27    | 2     | 0      |
| S. C. Braga Portugal                     | Total club    | Total club    | 30    | 1     | 0      | 8                | 1                | 0                | 12                    | 0                     | 0                     | 50    | 2     | 0      |
| G. D. Estoril Praia Portugal             | 1.ª           | 2023-24       | 30    | 7     | 7      | 6                | 2                | 1                | —                     | —                     | —                     | 36    | 9     | 8      |
| G. D. Estoril Praia Portugal             | Total club    | Total club    | 30    | 7     | 7      | 6                | 2                | 1                | 0                     | 0                     | 0                     | 36    | 9     | 8      |
| Wolverhampton Wanderers F. C. Inglaterra | 1.ª           | 2024-25       | 25    | 2     | 0      | 3                | 1                | 0                | ―                     | ―                     | ―                     | 28    | 3     | 0      |
| Wolverhampton Wanderers F. C. Inglaterra | Total club    | Total club    | 25    | 2     | 0      | 3                | 1                | 0                | 0                     | 0                     | 0                     | 28    | 3     | 0      |
| Total carrera                            | Total carrera | Total carrera | 100   | 15    | 7      | 17               | 4                | 1                | 12                    | 0                     | 0                     | 129   | 19    | 8      |